# La Vie d'Émile Zola
Pour plus de détails, voir Fiche technique et Distribution.
La Vie d'Émile Zola (The Life of Emile Zola) est un film américain réalisé par William Dieterle, sorti en 1937.

## Synopsis
Émile Zola n'est pas seulement un auteur à succès mais aussi un combattant pour la justice. En 1897, il impulse les polémiques de l'Affaire Dreyfus, en prenant le parti du Capitaine. Alors en pleine gloire artistique, Zola met en danger sa carrière pour mettre en avant ses opinions politiques. Il publie un article polémique, « J'accuse… ! », dans lequel il s'attaque à l'état-major français et au nationalisme. Il passe les cinq dernières années de sa vie à combattre pour la justice dans cette affaire.

## Fiche technique
- Titre français : La Vie d'Émile Zola
- Titre original : The Life of Emile Zola
- Réalisation : William Dieterle, assisté d'Irving Rapper (non crédité)
- Scénario : Heinz Herald, Geza Herczeg et Norman Reilly Raine d'après le livre de Matthew Josephson
- Production : Henry Blanke
- Musique : Max Steiner
- Photographie : Tony Gaudio
- Montage : Warren Low
- Direction artistique : Anton Grot
- Décors de plateau : Albert C. Wilson
- Costumes : Milo Anderson et Ali Hubert
- Pays de production :  États-Unis
- Langue originale : anglais
- Format : noir et blanc - 1,37:1 - 35 mm
- Genre : drame, film biographique
- Durée : 116 minutes
- Dates de sortie :
  - États-Unis : 11 août 1937 (première mondiale à New York) ; 9 septembre 1937 (première à Los Angeles) ; 2 octobre 1937 (sortie nationale)
  - France : 2 mars 1938

## Distribution
- Paul Muni : Émile Zola
- Gale Sondergaard : Lucie Dreyfus

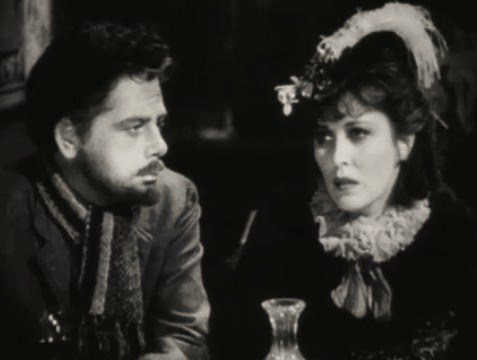
Paul Muni et Erin O'Brien-Moore

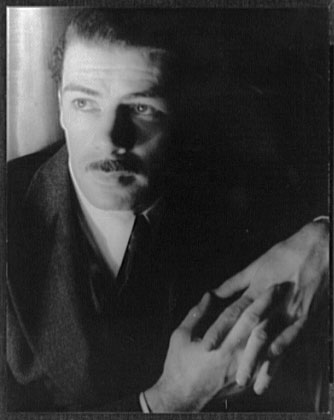
Paul Muni (ici en 1932), acteur principal du film

- Joseph Schildkraut : Capitaine Alfred Dreyfus
- Gloria Holden : Alexandrine Zola
- Donald Crisp : Maître Labori
- Erin O'Brien-Moore : Nana
- John Litel : Charpentier
- Henry O'Neill : Colonel Picquart
- Morris Carnovsky : Anatole France
- Louis Calhern : Major Dort
- Ralph Morgan : Commandant de Paris
- Robert Barrat : Major Walsin-Esterhazy
- Vladimir Sokoloff : Paul Cézanne
- Grant Mitchell : Georges Clemenceau
- Harry Davenport : Le chef d'état-major
- Robert Warwick : Major Henry
- Charles Richman : M. Delagorgue
- Gilbert Emery : Le ministre de la guerre
- Walter Kingsford : Colonel Sandherr
- Paul Everton : L'assistant du chef d'état-major
- Montagu Love : M. Cavaignac
- Frank Sheridan : M. Van Cassell
- Lumsden Hare : Mr. Richards
- Marcia Mae Jones : Helen Richards
- Florence Roberts : Mme Zola mère
- Dickie Moore : Pierre Dreyfus
- Rolla Gourvitch : Jeanne Dreyfus

## Commentaires
Après sa Vie de Louis Pasteur (sorti en 1936), William Dieterle récidive en évoquant celle d'Émile Zola. Le titre est toutefois trompeur car le film se focalise sur un aspect certes important mais très limité de la vie de Zola, c'est-à-dire son engagement politique en faveur d'Alfred Dreyfus (joué par Joseph Schildkraut dans le film) durant les cinq dernières années de sa vie. Le film montre aussi l'amitié de Zola avec le peintre Paul Cézanne (rôle interprété par Vladimir Sokoloff).
C'est en tout cas le succès du film sur Louis Pasteur ainsi que le soutien de Paul Muni (futur interprète de Zola) qui convainquent Warner Bros. de produire le nouveau film biographique de Dieterle. La Vie d'Émile Zola contribuera à réhausser le prestige de Warner, de Dieterle et de Muni.
Dans ce film, Dieterle ne tient pas compte du Code Hays ou des tensions internationales des années 1930 et critique avec vigueur l'antisémitisme avec une grande précision historique.

## Distinctions
- Oscars 1938 : Oscar du meilleur film, Oscar du meilleur scénario (Heinz Herald, Geza Herczeg et Norman Reilly Raine), Oscar du meilleur second rôle masculin (Joseph Schildkraut).
  - Également nominations pour Oscar du meilleur acteur (Paul Muni), Oscar du meilleur réalisateur, Oscar de la meilleure histoire originale, Oscar de la meilleure direction artistique, Oscar de la meilleure musique de film, Oscar du meilleur son et Oscar du meilleur assistant-réalisateur
- Prix 1937 du cercle des critiques de film de New York (NYFCC) : meilleur film et meilleur acteur (Paul Muni)